# Prosopis laevigata
Prosopis laevigata é uma espécie vegetal da família Fabaceae.
Apenas pode ser encontrada no México.